# 大黑島 (厚岸町)
大黑島（日语：／ Daikokujima */?）是日本北海道東部厚岸町床潭海岸外約4公里的無人島，行政上隸屬厚岸郡厚岸町管轄。面積1.08平方公里，周長6.1公里，島上最高點海拔105公尺。目前全島皆為自然保護區。
島上為海鳥和海豹的棲息地，並且是白腰叉尾海燕最南方的棲息地，也在日本的唯一棲息地，；在1951年，已被日本指定為自然保護區。
過去被原住民阿伊努族稱為mosir-ka或poro-mosir，在阿伊努語的意思是大島。江戶時代後被來自本州的漁民稱為大黑島，附近為鱈魚的漁產，並產有昆布，因此在19世紀初，島上便設有小屋供漁民短期居住。
第二次世界大戰時，島上設置了日軍基地，並將原本居住於島上的居民撤離，因此目前島上仍留有高射炮陣地和日本帝國海軍的自殺式攻擊艇的停泊處等遺跡。
目前島上無人定居，但仍有供漁民短期居住用的小屋。另外該島為日本郵便指定的交通困難地，因此外來郵件基本無法遞送至島上。